# Soupisky hokejových reprezentací na MS 2019 (skupina B)
Mistrovství světa v ledním hokeji 2019 elit se zúčastnilo celkem 16 národních týmů. Každý tým musí mít na soupisce nejméně 15 bruslařů (útočníků a obránců) a dva brankáře, a nanejvýš 22 bruslařů a tři brankáře.
Tato základní skupina se odehrála v Bratislavě.

## Skupina B

### Soupiska švédského týmu
- Soupiska na oficiálních webových stránkách [1]
- Hlavní trenér: Rikard Grönborg nominoval na šampionát 2019 tyto hráče.
- Asistent trenéra: Johan Garpenlöv
- Asistent trenéra: Peter Popovic

| 30 | B | Henrik Lundqvist       | 2. března 1982 (43 let)     | New York Rangers       |
| 25 | B | Jacob Markström        | 31. ledna 1990 (35 let)     | Vancouver Canucks      |
| 1  | B | Jhonas Enroth          | 24. června 1988 (36 let)    | Örebro HK              |
| 3  | O | John Klingberg         | 14. srpna 1992 (32 let)     | Dallas Stars           |
| 6  | O | Adam Larsson           | 12. listopadu 1992 (32 let) | Edmonton Oilers        |
| 8  | O | Robert Hägg            | 8. února 1995 (30 let)      | Philadelphia Flyers    |
| 14 | O | Mattias Ekholm         | 24. května 1990 (34 let)    | Nashville Predators    |
| 18 | O | Marcus Petterson       | 8. května 1996 (29 let)     | Pittsburgh Penguins    |
| 23 | O | Oliver Ekman-Larsson – | 17. července 1991 (33 let)  | Arizona Coyotes        |
| 56 | O | Erik Gustafsson        | 14. března 1992 (33 let)    | Chicago Blackhawks     |
| 9  | Ú | Adrian Kempe           | 13. září 1996 (28 let)      | Los Angeles Kings      |
| 10 | Ú | Alexander Wennberg     | 22. října 1994 (30 let)     | Columbus Blue Jackets  |
| 16 | Ú | Marcus Krüger          | 27. května 1990 (34 let)    | Chicago Blackhawks     |
| 21 | Ú | Loui Eriksson          | 17. července 1985 (39 let)  | Vancouver Canucks      |
| 28 | Ú | Elias Lindholm         | 2. prosince 1994 (30 let)   | Calgary Flames         |
| 29 | Ú | Mario Kempe            | 19. září 1988 (36 let)      | Arizona Coyotes        |
| 32 | Ú | Oskar Lindblom         | 15. srpna 1996 (28 let)     | Philadelphia Flyers    |
| 40 | Ú | Elias Pettersson       | 12. listopadu 1998 (26 let) | Vancouver Canucks      |
| 58 | Ú | Anton Lander           | 24. dubna 1991 (34 let)     | AK Bars Kazaň          |
| 63 | Ú | Jesper Bratt           | 30. července 1998 (26 let)  | New Jersey Devils      |
| 70 | Ú | Dennis Rasmussen       | 3. července 1990 (34 let)   | Metallurg Magnitogorsk |
| 72 | Ú | Patric Hörnqvist       | 1. ledna 1987 (38 let)      | Pittsburgh Penguins    |
| 88 | Ú | William Nylander       | 1. května 1996 (29 let)     | Toronto Maple Leafs    |
| 92 | Ú | Gabriel Landeskog      | 23. listopadu 1992 (32 let) | Colorado Avalanche     |

### Soupiska ruského týmu
- Soupiska na oficiálních webových stránkách [2]
- Hlavní trenér: Ilja Vorobjov nominoval na šampionát 2019 tyto hráče.
- Asistent trenéra: Jurijs Ždanovs
- Asistent trenéra: Anvar Gatiyatulin
- Asistent trenéra: Alexej Kudašov

| 40 | B | Alexandr Georgijev | 10. února 1996 (29 let)     | New York Rangers      |
| 31 | B | Ilja Sorokin       | 4. srpna 1995 (29 let)      | CSKA Moskva           |
| 88 | B | Andrej Vasilevskij | 25. července 1994 (30 let)  | Tampa Bay Lightning   |
| 35 | O | Arťom Blažijevskij | 20. března 1994 (31 let)    | CSKA Moskva           |
| 4  | O | Vladislav Gavrikov | 21. listopadu 1995 (29 let) | Columbus Blue Jackets |
| 3  | O | Dinar Chafizullin  | 1. května 1989 (36 let)     | SKA Petrohrad         |
| 44 | O | Alexandr Jelesin   | 7. února 1996 (29 let)      | Lokomotiv Jaroslavl   |
| 55 | O | Bogdan Kiselevič   | 14. února 1990 (35 let)     | Florida Panthers      |
| 89 | O | Nikita Něstěrov    | 28. března 1993 (32 let)    | CSKA Moskva           |
| 9  | O | Dmitrij Orlov      | 23. července 1991 (33 let)  | Washington Capitals   |
| 98 | O | Michail Sergačov   | 25. června 1998 (26 let)    | Tampa Bay Lightning   |
| 22 | O | Nikita Zajcev      | 29. října 1991 (33 let)     | Toronto Maple Leafs   |
| 2  | O | Arťom Zub          | 3. října 1995 (29 let)      | SKA Petrohrad         |
| 11 | Ú | Sergej Andronov    | 19. července 1989 (35 let)  | CSKA Moskva           |
| 15 | Ú | Arťom Anisimov     | 24. května 1988 (36 let)    | Chicago Blackhawks    |
| 94 | Ú | Alexandr Barabanov | 17. června 1994 (30 let)    | SKA Petrohrad         |
| 63 | Ú | Jevgenij Dadonov   | 12. března 1989 (36 let)    | Florida Panthers      |
| 25 | Ú | Michail Grigorenko | 16. května 1994 (30 let)    | CSKA Moskva           |
| 97 | Ú | Nikita Gusev       | 8. července 1992 (32 let)   | SKA Petrohrad         |
| 77 | Ú | Kirill Kaprizov    | 26. dubna 1997 (28 let)     | CSKA Moskva           |
| 71 | Ú | Ilja Kovalčuk –    | 15. dubna 1983 (42 let)     | Los Angeles Kings     |
| 86 | Ú | Nikita Kučerov     | 17. června 1993 (31 let)    | Tampa Bay Lightning   |
| 92 | Ú | Jevgenij Kuzněcov  | 19. května 1992 (32 let)    | Washington Capitals   |
| 71 | Ú | Jevgenij Malkin    | 31. července 1986 (38 let)  | Pittsburgh Penguins   |
| 8  | Ú | Alexandr Ovečkin   | 17. září 1985 (39 let)      | Washington Capitals   |
| 16 | Ú | Sergej Plotnikov   | 3. června 1990 (34 let)     | SKA Petrohrad         |

### Soupiska českého týmu
- Soupiska na oficiálních webových stránkách [3]
- Hlavní trenér: Miloš Říha nominoval na šampionát 2019 tyto hráče.
- Asistent trenéra: Robert Reichel
- Asistent trenéra: Karel Mlejnek
- Trenér brankářů: Zdeněk Orct

| 32 | G | Patrik Bartošák    | 29. března 1993 (32 let)    | HC Oceláři Třinec         |
| 30 | G | Šimon Hrubec       | 30. června 1991 (33 let)    | HC Oceláři Třinec         |
| 33 | G | Pavel Francouz     | 3. června 1990 (34 let)     | Colorado Avalanche        |
| 11 | D | Michal Moravčík    | 7. prosince 1994 (30 let)   | HC Škoda Plzeň            |
| 24 | D | Petr Zámorský      | 3. srpna 1992 (32 let)      | Mountfield HK             |
| 6  | D | David Musil        | 9. dubna 1993 (32 let)      | HC Oceláři Třinec         |
| 3  | D | Radko Gudas – A    | 5. června 1990 (34 let)     | Philadelphia Flyers       |
| 17 | D | Filip Hronek       | 2. listopadu 1997 (27 let)  | Detroit Red Wings         |
| 29 | D | Jan Kolář          | 22. listopadu 1986 (38 let) | Amur Chabarovsk           |
| 44 | D | Jan Rutta          | 29. července 1990 (34 let)  | Tampa Bay Lightning       |
| 9  | D | David Sklenička    | 8. září 1996 (28 let)       | Laval Rocket AHL          |
| 23 | F | Dmitrij Jaškin     | 23. března 1993 (32 let)    | Washington Capitals       |
| 13 | F | Jakub Vrána        | 28. února 1996 (29 let)     | Washington Capitals       |
| 43 | F | Jan Kovář          | 20. března 1990 (35 let)    | HC Škoda Plzeň            |
| 67 | F | Michael Frolík – A | 17. února 1988 (37 let)     | Calgary Flames            |
| 72 | F | Filip Chytil       | 5. září 1999 (25 let)       | New York Rangers          |
| 81 | F | Dominik Kubalík    | 21. srpna 1995 (29 let)     | HC Ambrì-Piotta           |
| 18 | F | Ondřej Palát       | 28. března 1991 (34 let)    | Tampa Bay Lightning       |
| 26 | F | Michal Řepík       | 31. prosince 1988 (36 let)  | HK Viťaz Moskevská oblast |
| 12 | F | Dominik Simon      | 8. srpna 1994 (30 let)      | Pittsburgh Penguins       |
| 93 | F | Jakub Voráček –    | 15. srpna 1989 (35 let)     | Philadelphia Flyers       |
| 20 | F | Hynek Zohorna      | 1. srpna 1990 (34 let)      | Amur Chabarovsk           |
| 79 | F | Tomáš Zohorna      | 3. ledna 1988 (37 let)      | Amur Chabarovsk           |
| 94 | F | Radek Faksa        | 9. ledna 1994 (31 let)      | Dallas Stars              |
| 77 | F | Milan Gulaš        | 30. prosince 1985 (39 let)  | HC Škoda Plzeň            |

### Soupiska švýcarského týmu
- Soupiska na oficiálních webových stránkách [4]
- Hlavní trenér: Patrick Fischer nominoval na šampionát 2019 tyto hráče.
- Asistent trenéra: Peter Mettler
- Asistent trenéra: Christian Wohlwend
- Asistent trenéra: Tommy Albelin

| 63 | G | Leonardo Genoni    | 28. srpna 1987 (37 let)     | SC Bern                  |
| 29 | G | Robert Mayer       | 9. října 1989 (35 let)      | Ženeva-Servette HC       |
| 20 | G | Reto Berra         | 3. ledna 1987 (38 let)      | Fribourg-Gottéron        |
| 6  | D | Yannick Weber      | 23. září 1988 (36 let)      | Nashville Predators      |
| 16 | D | Raphael Diaz –     | 9. ledna 1986 (39 let)      | EV Zug                   |
| 38 | D | Lukas Frick        | 15. září 1994 (30 let)      | Lausanne HC              |
| 45 | D | Michael Fora       | 30. října 1995 (29 let)     | HC Ambrì-Piotta          |
| 55 | D | Romain Loeffel     | 10. března 1991 (34 let)    | HC Lugano                |
| 76 | D | Joël Genazzi       | 10. února 1988 (37 let)     | Lausanne HC              |
| 86 | D | Janis Jérôme Moser | 6. června 2000 (24 let)     | EHC Biel                 |
| 8  | F | Vincent Praplan    | 10. června 1994 (30 let)    | Springfield Thunderbirds |
| 10 | F | Andres Ambühl      | 14. září 1983 (41 let)      | HC Davos                 |
| 13 | F | Nico Hischier      | 4. ledna 1999 (26 let)      | New Jersey Devils        |
| 15 | F | Grégory Hofmann    | 13. listopadu 1992 (32 let) | HC Lugano                |
| 23 | F | Philipp Kurashev   | 12. října 1999 (25 let)     | Quebec Remparts          |
| 21 | F | Kevin Fiala        | 22. července 1996 (28 let)  | Minnesota Wild           |
| 46 | F | Noah Rod           | 7. června 1996 (28 let)     | Ženeva-Servette HC       |
| 60 | F | Tristan Scherwey   | 7. května 1991 (34 let)     | SC Bern                  |
| 64 | F | Christoph Bertschy | 5. dubna 1994 (31 let)      | Lausanne HC              |
| 90 | D | Roman Josi - A     | 1. června 1990 (34 let)     | Nashville Predators      |
| 82 | F | Simon Moser - A    | 10. března 1989 (36 let)    | SC Bern                  |
| 92 | F | Gaëtan Haas        | 31. ledna 1992 (33 let)     | SC Bern                  |
| 93 | F | Lino Martschini    | 21. ledna 1993 (32 let)     | EV Zug                   |
|    | F | Nino Niederreiter  | 8. září 1992 (32 let)       | Carolina Hurricanes      |

### Soupiska norského týmu
- Soupiska na oficiálních webových stránkách [5]
- Hlavní trenér: Petter Thoresen nominoval na šampionát 2019 tyto hráče.
- Asistent trenéra: Sjur Nilsen
- Asistent trenéra: Per-Erik Alcen
- Asistent trenéra: Bjoern Mathisrud

| 38 | G | Henrik Holm          | 6. září 1990 (34 let)       | Stavanger Oilers   |
| 31 | G | Jonas Arntzen        | 1. března 1997 (28 let)     | Leksand IF         |
| 33 | G | Henrik Haukeland     | 6. prosince 1994 (30 let)   | TPS Turku          |
| 21 | D | Christian Bull       | 13. srpna 1996 (28 let)     | Storhamar Hockey   |
| 4  | D | Johannes Johannesen  | 1. března 1997 (28 let)     | Stravanger Oilers  |
| 49 | D | Christian Kasastul   | 9. dubna 1997 (28 let)      | IK Frisk Asker     |
| 17 | D | Stefan Espeland      | 24. března 1989 (36 let)    | Vålerenga IF       |
| 47 | D | Alexander Bonsaksen  | 24. ledna 1987 (38 let)     | KooKoo Kouvola     |
| 6  | D | Jonas Holös –        | 27. srpna 1987 (37 let)     | Fribourg-Gottéron  |
| 5  | D | Erlend Lesund        | 11. prosince 1994 (30 let)  | Mora IK            |
| 10 | D | Mattias Nörstebö     | 3. června 1995 (29 let)     | Frölunda HC        |
| 15 | F | Tommy Kristiansen    | 26. května 1989 (35 let)    | Sparta Warriors    |
| 28 | F | Niklas Roest         | 3. srpna 1986 (38 let)      | Sparta Warriors    |
| 18 | F | Tobias Lindström     | 20. dubna 1988 (37 let)     | Vålerenga IF       |
| 22 | F | Martin Röymark       | 10. listopadu 1985 (39 let) | Vålerenga IF       |
| 26 | F | Kristian Forsberg    | 5. května 1986 (39 let)     | Stavanger Oilers   |
| 41 | F | Patrick Thoresen - A | 7. listopadu 1983 (41 let)  | Storhamar Hockey   |
| 85 | F | Michael Haga         | 10. března 1992 (33 let)    | Mora IK            |
| 27 | F | Andreas Martinsen    | 3. června 1995 (29 let)     | Chicago Blackhawks |
| 13 | F | Sondre Olden         | 29. srpna 1992 (32 let)     | Vienna Capitals    |
| 46 | F | Mathis Olimb - A     | 1. února 1986 (39 let)      | Skellefteå AIK     |
| 51 | F | Mats Rosseli Olsen   | 29. dubna 1991 (34 let)     | Frölunda HC        |
| 93 | F | Thomas Valkvae Olsen | 18. května 1993 (31 let)    | Leksand IF         |
| 61 | F | Alexandr Reichenberg | 13. června 1992 (32 let)    | Färjestad BK       |
| 8  | F | Mathias Trettenes    | 8. listopadu 1993 (31 let)  | Krefeld Pinguine   |

### Soupiska lotyšského týmu
- Soupiska na oficiálních webových stránkách [6]
- Hlavní trenér: Bob Hertley nominoval na šampionát 2019 tyto hráče.
- Asistent trenéra: Jacques Cloutier
- Asistent trenéra: Artis Abols
- Asistent trenéra: Edgars Masaļskis

| 30 | G | Elvis Merzļikins      | 13. dubna 1994 (25 let)            | Columbus Blue Jackets     |
| 31 | G | Gustavs Grigals       | 22. července 1998 (ve věku 20 let) | Univ. of Alaska Fairbanks |
| 50 | G | Kristers Gudļevskis   | 31. července 1992 (26 let)         | Dinamo Riga               |
| 11 | D | Kristaps Sotnieks - A | 29. ledna 1987 (32 let)            | Dinamo Riga               |
| 26 | D | Uvis Jānis Balinskis  | 1. srpna 1996 (ve věku 22 let)     | Dinamo Riga               |
| 27 | D | Oskars Cibuļskis      | 9. dubna 1988 (31 let)             | Mountfield HK             |
| 29 | D | Ralfs Freibergs       | 17. května 1991 (ve věku 27 let)   | PSG Berani Zlín           |
| 32 | D | Artūrs Kulda          | 25. července 1988 (30 let)         | Severstal Čerepovec       |
| 58 | D | Guntis Galvinš        | 25. ledna 1986 (ve věku 33 let)    | HC Oceláři Třinec         |
| 77 | D | Kristaps Zīle         | 24. prosince 1997 (ve věku 21 let) | Dinamo Riga               |
| 12 | F | Rihards Marenis       | 18. dubna 1993 (ve věku 26 let)    | HK Mogo                   |
| 14 | F | Rihards Bukarts - A   | 31. prosince 1995 (ve věku 23 let) | Schwenninger Wild Wings   |
| 17 | F | Mārtiņš Dzierkals     | 4. dubna 1997 (ve věku 22 let)     | Dinamo Riga               |
| 18 | F | Rodrigo Ābols         | 5. ledna 1996 (ve věku 23 let)     | Örebro HK                 |
| 21 | F | Rūdolfs Balcers       | 8. dubna 1997 (ve věku 22 let)     | Ottawa Senators           |
| 10 | F | Lauris Dārziņš –      | 28. ledna 1985 (34 let)            | Dinamo Riga               |
| 23 | F | Teodors Bļugers       | 15. srpna 1994 (ve věku 24 let)    | Pittsburgh Penguins       |
| 49 | F | Emīls Ģēģeris         | 23. července 1999 (ve věku 19 let) | Dinamo Riga               |
| 70 | F | Miks Indrašis         | 30. září 1990 (ve věku 28 let)     | HK Dynamo Moskva          |
| 71 | F | Roberts Bukarts       | 27. června 1990 (ve věku 28 let)   | HC Sparta Praha           |
| 87 | F | Gints Meija           | 4. září 1987 (31 let)              | Dinamo Riga               |
| 91 | F | Ronalds Ķēniņš        | 28. února 1991 (ve věku 28 let)    | Lausanne HC               |
| 95 | F | Oskars Batņa          | 7. července 1995 (ve věku 23 let)  | Dinamo Riga               |

### Soupiska rakouského týmu
- Soupiska na oficiálních webových stránkách [7]
- Hlavní trenér: Roger Bader nominoval na šampionát 2019 tyto hráče.
- Asistent trenéra: Reinhard Divis
- Asistent trenéra: Alexander Mellitzer
- Asistent trenéra: Markus Peintner

| 29 | G | Bernhard Starkbaum      | 19. února 1986 (ve věku 33 let)    | Vienna Capitals      |
| 30 | G | David Kickert           | 16. března 1994 (ve věku 25 let)   | EHC Black Wings Linz |
| 60 | G | Lukáš Herzog            | 7. února 1993 (ve věku 26 let)     | EC Red Bull Salzburg |
| 14 | D | Patrick Peter           | 27. ledna 1994 (ve věku 25 let)    | Vienna Capitals      |
| 24 | D | Steven Strong           | 16. února 1993 (ve věku 26 let)    | EC KAC               |
| 28 | D | Martin Schumnig         | 28. července 1989 (ve věku 29 let) | EC KAC               |
| 55 | D | Raphael Wolf            | 29. prosince 1995 (ve věku 23 let) | Dornbirner EC        |
| 63 | D | Markus Schlacher        | 23. srpna 1987 (ve věku 31 let)    | EC VSV               |
| 90 | D | Alexander Pallestrang   | 4. dubna 1990 (ve věku 29 let)     | EC Red Bull Salzburg |
| 91 | D | Dominique Heinrich      | 31. července 1990 (ve věku 28 let) | EC Red Bull Salzburg |
| 92 | D | Clemens Unterweger      | 1. dubna 1992 (ve věku 27 let)     | EC KAC               |
| 3  | F | Peter Schneider         | 4. dubna 1991 (ve věku 28 let)     | Vienna Capitals      |
| 5  | F | Thomas Raffl –          | 19. června 1986 (ve věku 32 let)   | EC Red Bull Salzburg |
| 9  | F | Alexander Rauchenwald   | 11. května 1993 (ve věku 25 let)   | EC Red Bull Salzburg |
| 12 | F | Michael Raffl           | 1. prosince 1988 (ve věku 30 let)  | Philadelphia Flyers  |
| 13 | F | Patrick Obrist          | 27. února 1993 (ve věku 26 let)    | EHC Kloten           |
| 16 | F | Dominic Zwerger         | 16. července 1996 (ve věku 22 let) | HC Ambrì-Piotta      |
| 17 | F | Manuel Ganahl - A       | 12. července 1990 (ve věku 28 let) | Lukko Rauma          |
| 21 | F | Lukáš Haudum            | 21. května 1997 (ve věku 21 let)   | IK Pantern           |
| 23 | F | Fabio Hofer             | 23. ledna 1991 (ve věku 28 let)    | HC Ambrì-Piotta      |
| 27 | F | Thomas Hundertpfund - A | 14. prosince 1989 (ve věku 29 let) | EC KAC               |
| 67 | F | Konstantin Komárek      | 8. listopadu 1992 (ve věku 26 let) | Malmö Redhawks       |
| 89 | F | Raphael Herburger       | 2. ledna 1989 (ve věku 30 let)     | EC Red Bull Salzburg |

### Soupiska italského týmu
- Soupiska na oficiálních webových stránkách [8]
- Hlavní trenér: Clayton Beddoes nominoval na šampionát 2019 tyto hráče.
- Asistent trenéra: Robbie Tallas
- Asistent trenéra: Riku-Petteri Lehtonen
- Asistent trenéra: Giorgio de Bettin

| 30 | G | Marco De Filippo Roia  | 2. srpna 1990 (28 let)      | SG Cortina            |
| 35 | G | Gianluca Vallini       | 27. října 1993 (25 let)     | WSV Sterzing-Vipiteno |
| 1  | G | Andreas Bernard        | 9. června 1990 (28 let)     | Adler Mannheim        |
| 26 | D | Armin Helfer           | 31. května 1980 (38 let)    | HC Pustertal          |
| 9  | D | Armin Hofer - A        | 19. března 1987 (32 let)    | HC Pustertal          |
|    | D | Roland Hofer           | 24. června 1990 (28 let)    | Sterzing              |
| 25 | D | Stefano Marchetti      | 11. října 1986 (32 let)     | HC Bolzano            |
| 12 | D | Ivan Tauferer          | 26. ledna 1995 (24 let)     | Ritten/Renon          |
| 55 | D | Luca Zanatta           | 15. května 1991 (27 let)    | EHC Olten             |
| 5  | D | Alex Trivellato –      | 5. ledna 1993 (26 let)      | Krefeld Pinguine      |
| 7  | D | Jan Pavlu              | 16. července 1994 (24 let)  | Heilbronner Falken    |
| 6  | D | Sean McMonagle         | 19. ledna 1988 (31 let)     | IK Frisk Asker        |
| 46 | F | Ivan Deluca            | 28. července 1997 (21 let)  | HC Bolzano            |
| 8  | F | Marco Insam - A        | 5. června 1989 (29 let)     | HC Bolzano            |
| 94 | F | Angelo Miceli          | 1. března 1994 (25 let)     | HC Bolzano            |
| 19 | F | Raphael Andergassen    | 14. června 1993 (25 let)    | HC Pustertal          |
| 3  | F | Markus Gander          | 16. května 1989 (29 let)    | HC Pustertal          |
| 81 | F | Anthony Robert Bardaro | 18. září 1992 (26 let)      | Asiago Hockey 1935    |
| 91 | F | Marco Rosa Gonzales    | 15. ledna 1982 (37 let)     | Asiago Hockey 1935    |
| 13 | F | Peter Hochkofler       | 4. října 1994 (24 let)      | EC Red Bull Salzburg  |
| 23 | F | Simon Kostner          | 30. listopadu 1990 (28 let) | Ritten/Renon          |
| 22 | F | Diego Kostner          | 5. srpna 1992 (26 let)      | HC Ambri-Piotta       |
| 63 | F | Alex Lambacher         | 7. října 1996 (22 let)      | Heilbronner Falken    |
| 16 | F | Giovanni Morini        | 2. února 1995 (24 let)      | HC Lugano             |
| 47 | F | Joachim Ramoser        | 22. února 1995 (24 let)     | ERC Ingolstadt        |